# Predsedniška palača, Talin
Rezidenca predsednika Estonije, uradno znana kot upravna stavba Kadriorg, od leta 1992 pa včasih pogovorno kot "predsedniška palača", je stavba, ki se nahaja v parku Kadriorg v Talinu, glavnem mestu Estonije. Baročna stavba služi kot uradna rezidenca predsednika Estonije.
Palačo varuje estonski gardni bataljon.

## Zgodovina
Stavbo je zasnoval Alar Kotli, dokončana je bila leta 1938. V odmevu petrovskega baročnega sloga sosednje palače Kadriorg, takratne uradne rezidence estonskega predsednika, je bila leta 1938 zgrajena namensko za pisarne in uradniška stanovanja.
Med letoma 1944 in 1990 je bilo v stavbi predsedstvo vrhovnega sovjeta Estonske SSR. Po tem, ko je leta 1991 Republika Estonija znova postala neodvisna država, je dvorec postal predsedniška rezidenca. Prvi predsednik države, ki je prebival v stavbi, je bil Lennart Meri med letoma 1992 in 2001.
Stavba ni odprta za javnost, je pa mogoče priti do dela dvorišča.
Junija 2017 so na vrt estonske predsedniške palače postavili več panjev, v katerih je naseljenih več tisoč kranjskih čebel, avtohtone slovenske podvrste te žuželke.